# 塔德乌什·柯斯丘什科大桥
塔德乌什·柯斯丘什科大桥（英語：Thaddeus Kosciusko Bridge）通常称为“双胞胎桥”（Twin Bridges），是美国的一座钢构中承式拱桥，位于纽约州，跨过莫霍克河，连接了奥尔巴尼县的科隆尼，和萨拉托加县Halfmoon，为87號州際公路的过河通道。